# 37階の男
『37階の男』（さんじゅうななかいのおとこ）は、1968年（昭和43年）7月28日-12月29日まで、日本テレビの日曜日21:30-22:26枠で放送された、東宝・宝塚映画制作のテレビ映画である。全23話。
1996年には、CSアナログ放送局として開始されたファミリー劇場で、『プロファイター』と一緒に放送されている。

## スタッフ

### オープニング 表記
- 原作 松浦健郎
- 脚本 松浦健郎、小滝光郎 （第3話）、田代淳二 （第5話）、大和久守正 （第7話）、今村文人 （第8話）、三井偠市 （第14話）、朝島靖之助 （第17話）、加瀬高之 （第18話）、米谷純一 （第19話）
- 監督 山本迪夫 （第1-2話）、高野昭二 （第3-4話）、鈴木英夫 （第5-6話）、古川卓己 （第7-8話）、野長瀬三摩地 （第9-10話）、土屋統吾郎 （第11話、第13話）、木俣和夫 （第12話、第14話、第16話、第18話）、松村昌治 （第15話、第17話、第19話）、若林幹 （第20話）、堀内真直 （第21話）
- 衣裳協力 ROMAN 吉忠
- 家具協力 湯川家具 （大阪）
- 協力 有馬温泉 兵衛向陽閣 （第9話）

### エンディング 表記
- プロデューサー 永井陽三 （日本テレビ）、沖原俊哉 （第1-2話、宝塚映画）、田中博 （第3-23話、宝塚映画）
- 音楽 大森盛太郎
- 撮影 森田利一郎 （第1-6話、第9-10話、第12話、第14話、第16話、第18話）、和田勝 （第7-8話）、中村富哉 （第11話、第13話、第15話）、酒井忠 （第17話）、木下富蔵 （第19話、第21話）、野本一雄 （第20話）

- 美術 近藤司 （第1-2話）、菊野満利 （第3-11話）、藤田哲朗 （第12-21話）
- 照明 小西康夫 （第1-6話）、丹羽淳 （第7-8話）、山本博万 （第9-10話、第12話、第14話、第16話）、奥田勝治 （第11話、第13話、第15話、第17話、第19話）、草刈忠 （第18話、第20話）、桃井敬一 （第21話）
- 録音 鴛海晄次 （第1-8話、第11話、第13話、第15話、第17話、第19話、第21話）、中川浩一 （第9-10話、第12話、第14話、第16話、第18話）、二見貞行 （第20話）
- 整音 中川凱量
- 助監督 （チーフ助監督） 辻井康一 （第1-4話、第7-8話、第11話、第13話、第15話、第17話、第19話、第21話）、岡正之助 （第5-6話、第9-10話、第12話、第14話、第16話、第18話）、赤松弘一 （第20話）
- 編集 竹中久義
- 製作主任 安恵重喜 （第1-4話、第7-8話、第11話、第13話、第15話、第17話）、森元幹夫 （第5-6話、第9-10話、第12話、第14話、第16話、第18話、第20話）、毛尾俊夫 （第19話、第21話）
- 擬斗 宇仁貫三 （第1-2話）、葉山信二 （第3-23話）
- ナレーター 家弓家正
- 衣裳デザイン 立亀長三 （第14-23話）
- 現像 東洋現像所
- 製作 東宝 （第1-2話） → 東宝株式会社 （第3-23話）、宝塚映画、日本テレビ （ノンクレジット）

## キャスト
- 神振太郎 : 中丸忠雄
- 天野未知子 : 高橋紀子 （第1-14話）
- 葵レナ子 : 菱見百合子 （第14話-）
- 羽村雄次郎 : 砂塚秀夫
- 風早刑事 : 高城丈二 （第14話以降、クレジットに「特別出演」）

## ゲスト出演
| 話数 | サブタイトル          | ゲスト出演 |
| ---- | --------------------- | --- |
| 1    | 甘い触手              | 前田美波里、永山一夫、森下鉄朗、諸口旭、山本一郎、佐藤蛾次郎、宇仁貫三、山本稔、新井勇、安西寿子、ジョン・スミス、筒井浩二、前田正、大崎猛、下田武応、應蘭芳                   |
| 2    | いつも女は悪魔        | 八代万智子、黒部進、進千賀子、服部三千代、山口朱美、司みのり、宇仁貫三、藤井重俊、尾小山安治、バート・バーガー、牧野児朗、大中英二、筒井浩二、森英子、睦五郎                   |
| 3    | バラ色の死            | 沼田曜一、藤江リカ、永田光男、河上一夫、浜崎満、藤井重俊、前川忠夫、渡辺強、井端元助、奥西健男、小山明子                                                                       |
| 4    | 女のなかの殺意        | 愛京子、佐々木功、牧野児朗、大中英二、宮田圭子、筒井浩二、前川忠夫、大崎猛、前田正、横手勝弘、森英子                                                                           |
| 5    | デスマスクをどうぞ    | 真理アンヌ、納谷悟朗、西山辰夫、神戸瓢介、柳原久仁夫、ピーター・ドッフィ、フランシス・カロス、尾小山安治、藤井重俊、前田正、前川忠夫、白木マリ                                 |
| 6    | 肌からナイフ          | 天野新士、万里昌代、北見唯一、新城邦輔、田中圭介、尾小山安治、長瀬正典、池戸英夫、石関隆、下田武応、山口裕史、前川忠夫、川合伸旺                                               |
| 7    | 可愛いい猫たちの夜    | 日野麻子、関みどり、伝法三千雄、武原英子、柴田昭彦、花登梢、米田礼一郎、神原邦男、大中英二、筒井浩二、太田はるみ、平田真男、平田昭彦                                           |
| 8    | 素晴らしい愚かな女    | 梶健司、北川美佳、香月京子、市川とよみ、北原将光、千葉敏郎、芦田鉄雄、諸口旭、西康一、千利介、大田康人、渡辺強、藤井重俊、根岸明美                                             |
| 9    | 突然, 恋のように      | 北原真紀、二瓶秀雄、加茂良子、市川男女之助、二條宮子、入江慎也、水木達夫、仁礼功太郎、牧野児朗、藤井重俊、前川忠夫、大崎猛、下田武応、津田輝子、長友宗之、伊吹友木子、小倉康子 |
| 10   | 華麗なる裏切り        | 牧紀子、小林夕岐子、津田亜矢子、志摩靖彦、不破潤、佐々五郎、真白一平、尾小山安治、筒井浩二、前川忠夫、大田康人、ザ・ドリーム、筑紫まり                                         |
| 11   | 美女は二度たずねる    | 大村文武、国景子、円山栄子、江幡高志、永野達雄、佐藤蛾次郎、吉井裕海、加治春雄、下元年世、長瀬正典、竹中延行、藤井重俊、渡辺強、大崎猛、弓泰三、山口裕史、奥西健男、岡田真澄   |
| 12   | さようなら 花の香りよ | 山吹まゆみ、水上竜子、翠準子、天王寺虎之助、髙田次郎、藤尾純、池戸英夫、林浩久、大中英二、筒井浩二、大崎猛、原和子、井上明子、井村和子、前田正、大田康人、三上真一郎           |
| 13   | キッスと手錠          | 藤本三重子、真山知子、石倉英彦、丸凡太、野上哲也、滝譲二、大崎猛、牧野児朗、森英子、山口裕史、北原義郎                                                                         |
| 14   | 美女の敵は美女        | 青山恭二、三笠れい子、山本一郎、藤崎照彦、畠山繁、太田優子、仲はるみ、奥野ミツヨ、佃和美、原和子、牧野児朗、藤井重俊、山口裕史、筒井浩二、渡辺強、瞳麗子                       |
| 15   | 穴倉のメロディ        | 安達俊枝、園浦ナミ、高桐真、守田比呂也、竹野マリ、尾小山安治、藤井重俊、佐山龍一郎、渡辺強、前川忠夫、筒井浩二、奥西健男、太田はるみ、藤原釜足                                 |
| 16   | 冷たい欲望の女        | 田島和子、穂積隆信、大木正司、西田昭市、南郷佑児、日高久、大木悟郎、戸板幸男、重久剛、人見純、大中英二、山口裕史、前田正、下田武応、佐分利桂子、二本柳寛                       |
| 17   | 女は復讐を待っている  | 北あけみ、北竜二、清水一郎、宮口二朗、佐々五郎、浪花五郎、藤崎照彦、柴田敏、新城邦輔、牧野児朗、筒井浩二、奥西健男、ジョージ・オキ、小林勝彦                                   |
| 18   | 女にサインを          | 原良子、金子勝美、阿井美千子、波田久夫、高村俊郎、河村百合子、林浩久、尾小山安治、米田礼一郎、堀那津夫、日吹現、森英子、太刀川寛、青木義朗                                     |
| 19   | 黒い憧れを抱く女      | 佐竹明夫、堀井永子、梅津栄、小笠原弘、河上一夫、牧野児朗、大中英二、筒井浩二、清水元                                                                                           |
| 20   | 憂鬱なペンダント      | 金光満樹、菊田ゆか、永田光男、福山象三、浜崎満、武周暢、柳原久仁夫、梶川武利、田中圭介、有馬宏治、前川忠夫、大崎猛、大田康人、市川和子                                         |
| 21   | 花びらが考えるとき    | 桜井浩子、須賀不二男、高木二朗、石浜祐次郎、岩田直二、志摩靖彦、田中弘史、徳田実、島米八、畠山繁、賀川泰三、前田正、下田武応、有沢正子                                         |
| 22   | バラの似合う女        | 藤木孝、仁木佑子、吉野妙子、清川新吾 |
| 23   | 華やかな虹の森        | 御木本伸介、宝みつ子、田村奈己、植村謙二郎 |

## 全話放送データ
| 放送日         | 話数 | サブタイトル          | 脚本                 | 監督         |
| -------------- | ---- | --------------------- | -------------------- | ------------ |
| 1968年 7月28日 | 1    | 甘い触手              | 松浦健郎             | 山本迪夫     |
| 8月4日         | 2    | いつも女は悪魔        | 松浦健郎             | 山本迪夫     |
| 8月11日        | 3    | バラ色の死            | 松浦健郎、小滝光郎   | 高野昭二     |
| 8月18日        | 4    | 女のなかの殺意        | 松浦健郎             | 高野昭二     |
| 8月25日        | 5    | デスマスクをどうぞ    | 松浦健郎、田代淳二   | 鈴木英夫     |
| 9月1日         | 6    | 肌からナイフ          | 松浦健郎             | 鈴木英夫     |
| 9月8日         | 7    | 可愛いい猫たちの夜    | 松浦健郎、大和久守正 | 古川卓己     |
| 9月15日        | 8    | 素晴らしい愚かな女    | 松浦健郎、今村文人   | 古川卓己     |
| 9月22日        | 9    | 突然, 恋のように      | 松浦健郎             | 野長瀬三摩地 |
| 9月29日        | 10   | 華麗なる裏切り        | 松浦健郎             | 野長瀬三摩地 |
| 10月6日        | 11   | 美女は二度たずねる    | 松浦健郎             | 土屋統吾郎   |
| 10月13日       | 12   | さようなら 花の香りよ | 松浦健郎             | 木俣和夫     |
| 10月20日       | 13   | キッスと手錠          | 松浦健郎             | 土屋統吾郎   |
| 10月27日       | 14   | 美女の敵は美女        | 松浦健郎、三井偠市   | 木俣和夫     |
| 11月3日        | 15   | 穴倉のメロディ        | 松浦健郎             | 松村昌治     |
| 11月10日       | 16   | 冷たい欲望の女        | 松浦健郎             | 木俣和夫     |
| 11月17日       | 17   | 女は復讐を待っている  | 松浦健郎、朝島靖之助 | 松村昌治     |
| 11月24日       | 18   | 女にサインを          | 松浦健郎、加瀬高之   | 木俣和夫     |
| 12月1日        | 19   | 黒い憧れを抱く女      | 松浦健郎、米谷純一   | 松村昌治     |
| 12月8日        | 20   | 憂鬱なペンダント      | 松浦健郎             | 若林幹       |
| 12月15日       | 21   | 花びらが考えるとき    | 松浦健郎             | 堀内真直     |
| 12月22日       | 22   | バラの似合う女        | 松浦健郎             | 松村昌治     |
| 12月29日       | 23   | 華やかな虹の森        | 松浦健郎             | 堀内真直     |

| 日本テレビ 日曜日21:30 - 22:26 | 日本テレビ 日曜日21:30 - 22:26              | 日本テレビ 日曜日21:30 - 22:26                  |
| 前番組                         | 番組名                                      | 次番組                                          |
| ------------------------------ | ------------------------------------------- | ----------------------------------------------- |
| マニックス                     | 37階の男 （1968年7月28日 - 1968年12月29日） | プロファイター （1969年1月5日 - 1969年3月30日） |